# La Joie de vivre (téléfilm)
Pour les articles homonymes, voir Joie de vivre.

La Joie de vivre est un téléfilm français réalisé par Jean-Pierre Améris et diffusé pour la première fois le 5 octobre 2011 sur France 2. Il adapte le roman éponyme d'Émile Zola.

## Synopsis
Pauline se retrouve orpheline à 10 ans, mais dotée d'un confortable héritage de 150 000 francs. Elle est recueillie par sa tante en Normandie, et se rapproche de son grand cousin Lazare. Mais celui-ci part bientôt faire des études de médecine à Paris. Quelques années plus tard, il doit s'acquitter d'une dette de 30 000 francs, que Pauline propose de rembourser de bon cœur. Ayant abandonné ses études, Lazare revient au domicile familial et veut se lancer dans la construction de digues pour amoindrir la force des tempêtes. Amené par son environnement familial à envisager d'épouser son cousin, Pauline accepte de financer ce projet, qui s'avère plus onéreux que prévu.
Le temps passant, sa tante préfèrerait voir son fils épouser Louise, une amie de longue date, et impose la présence de celle-ci. Les atermoiements de Lazare, qui aime sa cousine mais ne sait pas résister à Louise, amène Pauline à faire en sorte qu'ils se marient. Les mariés partent à Paris où le père de Louise propose une place à Lazare dans sa banque, pendant que Pauline reste en Normandie pour s'occuper de son oncle malade. Dans ses courriers, Lazare fait état de son bonheur conjugal, de son épanouissement professionnel, puis de la grossesse de Louise, enfin de leur prochaine venue. Mais c'est seul que Lazare se présente au domicile familial : finalement, il a perdu sa place, la vie conjugale est faite de petites chicaneries, et il redécouvre son amour pour Pauline, mais celle-ci préfère se refuser à lui. Louise débarque sans prévenir, au grand dam de son mari, mais Pauline les pousse à plus de paix entre eux, juste avant que ne se déclenche l'accouchement. Le bébé naît avec difficulté et est sauvé in extremis par Pauline.

## Fiche technique
- Titre : La Joie de vivre
- Réalisation : Jean-Pierre Améris
- Scénario : Jean-Pierre Améris et Murielle Magellan d'après le roman éponyme d'Émile Zola
- Musique : Stéphane Moucha
- Production : Denis Carot et Sophie Révil
- Sociétés de production : Escazal Films, avec France Télévisions et ARTE France
- Pays :  France
- Durée : 90 minutes

## Distribution
- Anaïs Demoustier : Pauline
- Swann Arlaud : Lazare
- Marianne Basler : madame Chanteau
- Jean-François Balmer : monsieur Chanteau
- Lucile Krier : Louise
- Martine Vandeville : Véronique
- Alain Libolt : Docteur Cazenove
- Matilda Marty Giraut : Pauline enfant
- Juliette Bettencourt : Louise enfant

## Récompense
- Festival de la fiction TV de La Rochelle 2011 : Prix jeune espoir masculin pour Swann Arlaud[1]